# Wolfgang Reuter (Industrieller)
Wolfgang Reuter (* 26. Mai 1924 in Wittlaer bei Düsseldorf) ist ein deutscher Industrieller und letzter Generaldirektor der Deutschen Maschinenbau Aktiengesellschaft (DEMAG).

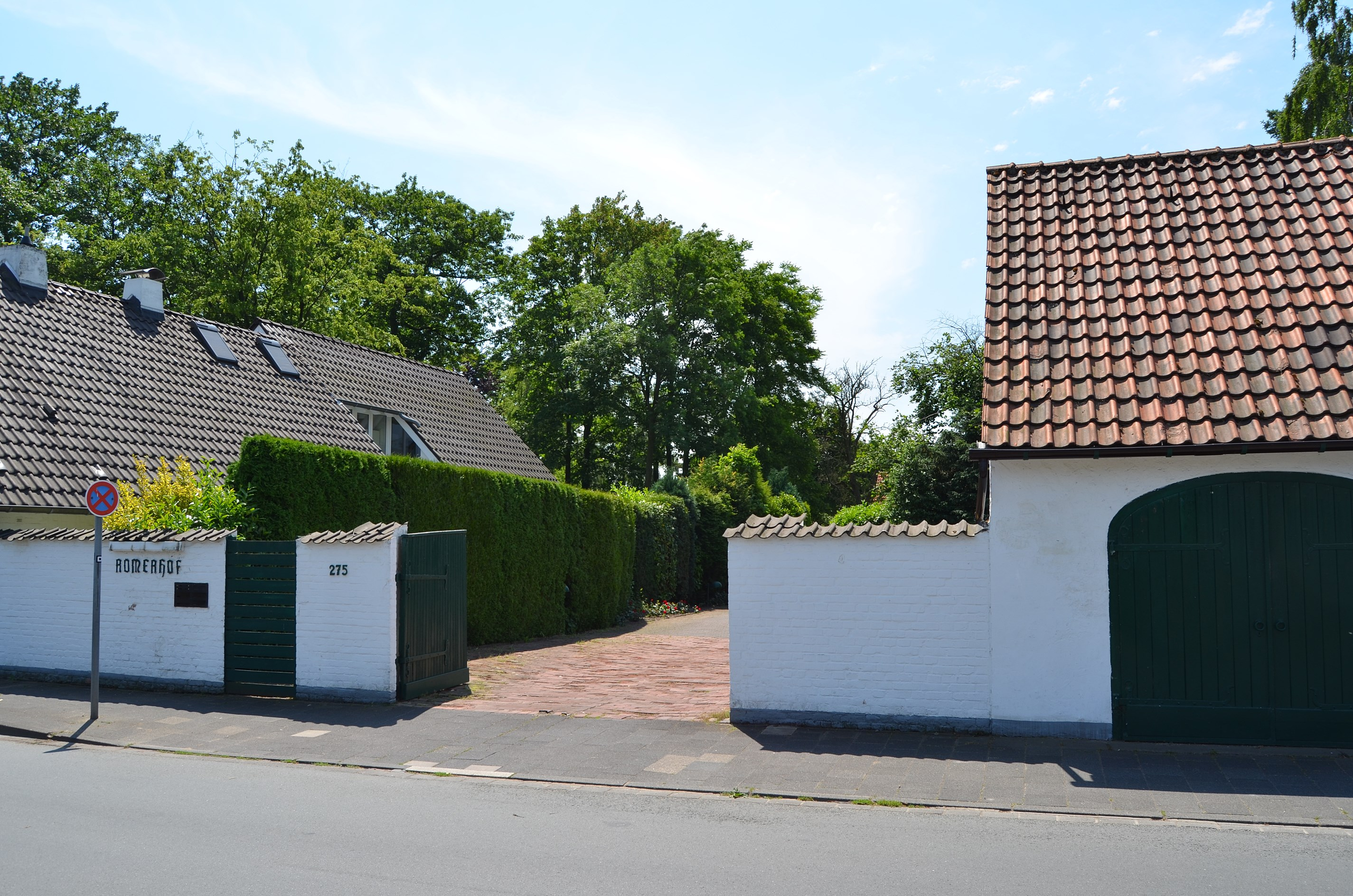
Römerhof (Stadtteil Wittlaer)

## Leben
Als Sohn von Hans Reuter wuchs er im damaligen Dorf Wittlaer, einem heutigen Stadtteil von Düsseldorf, auf dem Römerhof auf, den sein Großvater als Familiensitz hatte errichten lassen.
Obwohl Reuter eigentlich Schiffsoffizier werden wollte, drängte ihn sein Vater nach dem Abitur zunächst zu einer Ausbildungstour durch die verschiedenen Bereiche des Familien-Konzerns, in denen sich der Sohn von der kaufmännischen Hilfskraft bis zum Manager stufenweise bewähren sollte. Während des Krieges eingezogen, war Reuter seit 1942 als einfacher Panzerjäger unprivilegiert im Einsatz und geriet 1945 als Obergefreiter in Kriegsgefangenschaft. Nach seiner Entlassung absolvierte er eine kaufmännische Lehre bei der Kölner Stahlfirma Otto Wolf, da die Alliierten ihm eine Lehre im DEMAG-Konzern verweigerten. Nach einer anderen Version wurde er wegen seiner führenden Position beim Jungvolk bzw. bei der Hitlerjugend zu einem Universitätsstudium nicht zugelassen.

## Wirken
Reuters Vater war kurz vor Kriegsende noch von der Gestapo wegen Sabotage verhaftet worden, weil er den Befehl auszuführen sich geweigert hatte, seine Industrieanlagen bei Herannahen der Alliierten zu sprengen. Diese befreiten ihn dann zwar aus der Gestapohaft, nahmen ihn als ehemaligen Wehrwirtschaftsführer aber ihrerseits sogleich wieder in Haft, die er im Internierungslager des britischen militärischen Geheimdienstes in Bad Nenndorf absaß. Sohn Wolfgang arbeitete nach Abschluss seiner Lehre zunächst in der Exportabteilung der DEMAG.
Nach ausgedehnten Auslandsaufenthalten und Arbeitseinsätzen in Italien, Schweden, England, Südamerika und Indien, wo Reuter 1954 an der Errichtung des Stahlwerkes Rourkela mitarbeitete, drängte er 1956 auf seine Rückkehr nach Deutschland: „Ich will zurück nach Deutschland, sonst verpasse ich den Anschluss“. Als Assistent mit dem Titel Prokurist setzte ihn der Vater ins Finanzressort der DEMAG und erteilte ihm allabendlichen Unternehmer-Unterricht. Mit dem Ausscheiden des Vaters 1962 wurde Wolfgang in den Vorstand des Konzerns berufen. 1964 übernahm er dann das Ressort Hüttenbau und wurde 1967 zum Generaldirektor und Vorstandsvorsitzenden des DEMAG-Konzerns bestellt.
Als neuer DEMAG-Chef verfolgte Reuter zunächst einen scharfen Expansionskurs, der zwar zu einer Verdoppelung der Jahresumsätze des Konzerns führte, die aber auf Dauer mit sinkenden Erträgen verbunden waren. Blieben der DEMAG 1969 von DM 100,00 Umsatz noch DM 4,30 Gewinn, so waren es zwei Jahre später nur noch DM 1,40. Im gleichen Zeitraum stiegen die Firmenschulden auf das Dreieinhalbfache, von DM 134 Mio auf 479 Mio. Seit 1972 kaufte daher in aller Stille die Mannesmann AG gut 30 Prozent der DEMAG-Aktien auf und erhöhte in den Folgejahren ihre Beteiligung auf über 50 Prozent. Wolfgang Reuter resignierte schließlich und verkaufte das anteilige Aktienkapital der Familie (zuletzt noch etwa 10 Prozent) an die neue Muttergesellschaft. 1974 wurde die DEMAG AG in den Mannesmann-Konzern integriert, ein Jahr später schied Reuter aus dem DEMAG-Vorstand aus und wechselte in den Aufsichtsrat, dessen Mitglied er noch bis Ende 1979 blieb. Danach war er unternehmerisch nicht mehr tätig.

## Familie
Wolfgang Reuter, Sohn des Ehepaars Hans Reuter und Helga, geb. Gran, ist mit Christa Reuter verheiratet. Sie haben drei Kinder.